# Eaux de cale

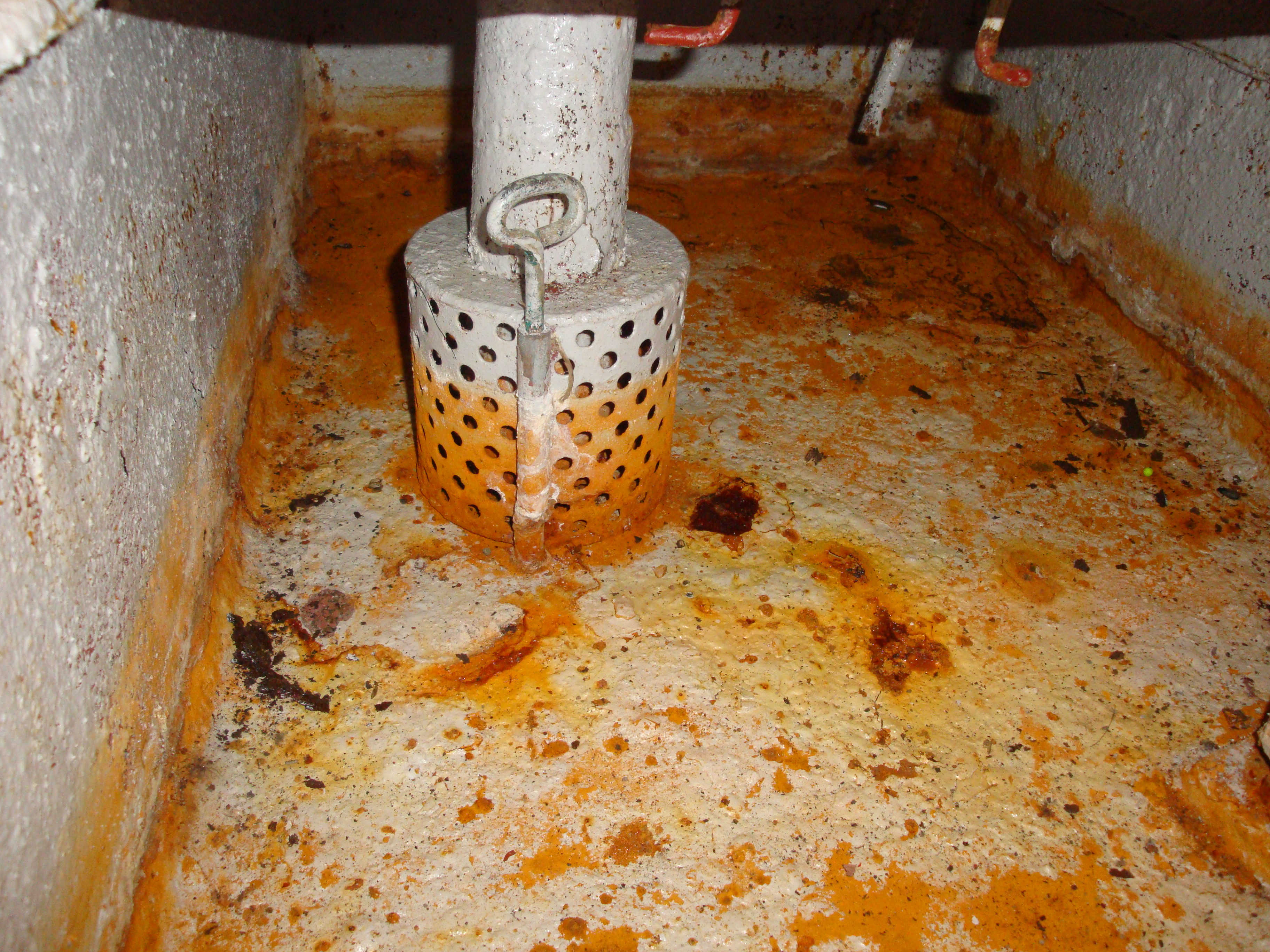
Puisard de cale et pompe

L'eau de cale est l'eau accumulée dans les cales des navires et contenant de l'eau d'infiltration, des résidus de pétrole et autres polluants. Elle est soutirée via une pompe de cale. 

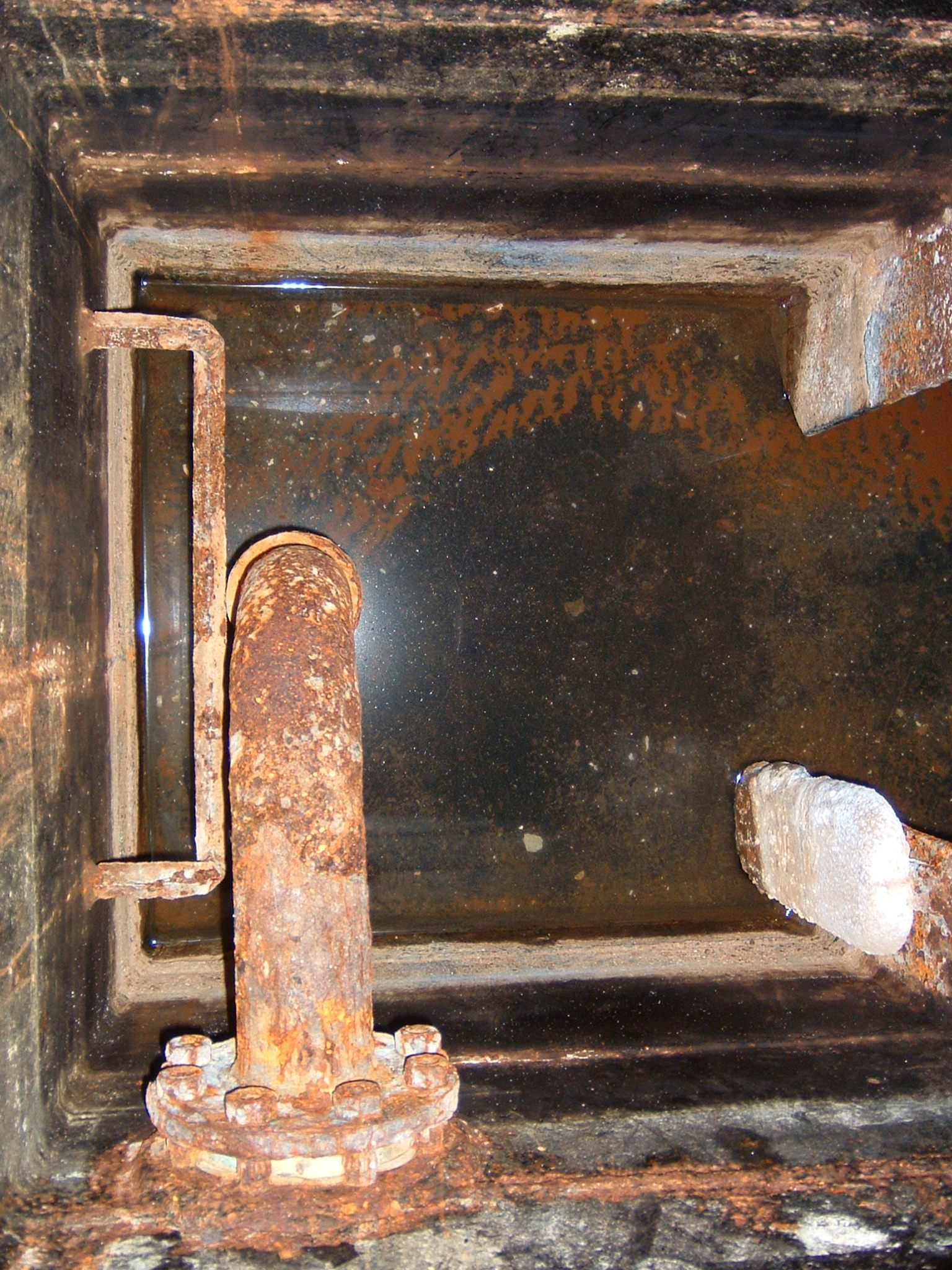
Puisard de cale dans un navire à coque en acier (en regardant vers le bas)

## Vocabulaire
Le puisard est l'espace entre deux varangues et formant caisse étanche dans laquelle viennent se rassembler les eaux de cale.
Le fond de cale d'un navire ou d'un bateau est la partie de la coque qui reposerait sur le sol si le navire n'était pas soutenu par l'eau.

## Eau de cale
L'eau qui ne se déverse pas à côté du pont, généralement via un dalot, se déverse dans la cale. Cette eau peut provenir d'une mer agitée, de la pluie, de fuites dans la coque ou d'un défaut d'étanchéité du presse-étoupe, ou d'autres déversements intérieurs. L'eau collectée doit être pompée pour éviter que la cale ne se remplisse trop et ne menace de couler le navire.
L'eau de cale peut être trouvée à bord de presque tous les navires. Selon la conception et la fonction du navire, l'eau de cale peut contenir de l'eau, de l'huile, de l'urine, des détergents, des solvants, des produits chimiques, du brai, des particules et d'autres matériaux.
En logeant l'eau dans un compartiment, la cale garde ces liquides sous les ponts, ce qui permet à l'équipage d'exploiter le navire en toute sécurité et aux personnes de se déplacer par gros temps.

## Règlementation sur les rejets des eaux de cale
Le rejet des eaux de cale est réglementé pour les navires commerciaux en vertu de l'annexe I de la Marpol.
Caribbean Princess a été condamné à une amende de 40 millions USD pour avoir déversé ses cales dans l'océan en 2016. L'eau de cale peut être déchargée dans un port ou traitée pour éliminer les polluants. Même l'eau de cale traitée est nocive pour l'environnement , tout du long de la chaîne alimentaire. L'Agence européenne pour la sécurité maritime suit le déversement des cales par satellite. On estime à 3 000 le nombre de cas de déversements illégaux de cale par an en Europe.

## Entretien de la cale

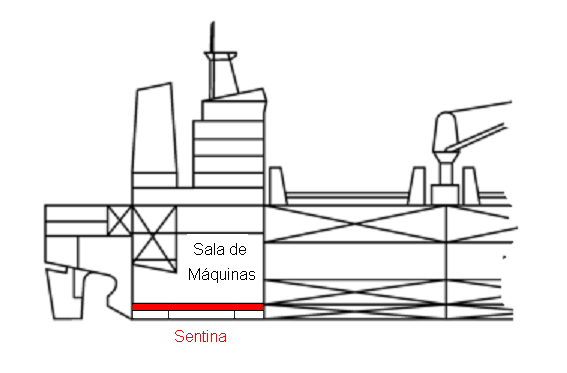
« Sentina » est le mot espagnol pour « puisard »

Les méthodes d'évacuation de l'eau des fonds de cale incluent seaux et pompes. Les navires modernes utilisent généralement des pompes de cale électriques contrôlées par des interrupteurs de cale automatisés. Des revêtements de cale sont appliqués pour protéger les surfaces de cale.
Les cales peuvent contenir des cloisons pour amortir le ruissellement de l'eau d'un côté à l'autre et d'avant en arrière pour éviter de déstabiliser le navire en raison de l'effet de carènes liquides. Les cloisons peuvent contenir des anguillers pour permettre à l'eau de s'écouler à un débit contrôlé dans les compartiments inférieurs.
Le nettoyage de la cale et de l'eau de cale est également possible en utilisant des méthodes "passives" telles que la bioremédiation, qui utilise des bactéries ou des archées pour décomposer les hydrocarbures de l'eau de cale en sous-produits inoffensifs. Parmi les deux écoles de pensée générales sur la bioremédiation, celle qui utilise des microbes bénéfiques locaux dans la cale est considérée comme étant plus « verte » car elle n'introduit pas de bactéries étrangères dans les eaux dans lesquelles le navire se trouve ou se déplace. Mais les archées non indigènes peuvent également être utilisées et rejetées, car les archées mourront de toute façon, ne laissant que des microbes indigènes locaux.

## Alarme de fond de cale
Les grands navires commerciaux emploient des alarmes de cale pour informer l'équipage de la quantité et de l'endroit où l'eau de cale monte. Ces alarmes de cale sont des appareils électriques qui sont également conçus pour détecter les fuites dans le navire avant qu'elles ne causent des dommages majeurs. Les compteurs de teneur en huile (en) sont parfois appelés alarmes de cale.

## En anglais,the bilges
En anglais, le mot employé pour désigner le fond de cale est « bilge ». « Turn of the bilge » désigne d'autre part la transition entre le fond de la coque et la muraille de la coque, ce que l'on nomme en français les bouchains ; à l'intérieur, « the bilges » sont les compartiments les plus bas d'un navire, ou d'un hydravion, de chaque côté de la quille (et dans un navire en bois traditionnel entre les varangues), ce qu'on nomme en français les « petits fonds ». L'eau qui s'accumule est souvent nocive, et en anglais, « bilge water » ou simplement « bilge » est devenu un terme familier péjoratif utilisé pour désigner quelque chose de mauvais, encrassé ou autrement offensant. La première utilisation connue du mot « bilge » date de 1513.